# Albane (rivière)
Pour les articles homonymes, voir Albane.
Pour la rivière de Savoie, voir Albanne (rivière).
L'Albane est une rivière française du département de la Côte-d'Or dans la région Bourgogne-Franche-Comté et un affluent droit de la Bèze, donc un sous-affluent du Rhône par la Saône.

## Géographie
L’Albane prend sa source au lieu-dit les Tendons au nord de « La Ferme de l’Albane » sur la commune de Magny-Saint-Médard, à 210 m d'altitude, et s'écoule sur 16,7 km
Elle coule globalement du nord-ouest vers le sud-est avant de rejoindre la Bèze entre Saint-Léger-Triey et Lamarche-sur-Saône, à quelques kilomètres avant la confluence avec la Saône, à 185 m d'altitude et à la limite de la commune de Pontailler-sur-Saône, le chef-lieu de canton.
La vallée de l’Albane présente un contexte argilo-marneux.

## Communes et cantons traversés
Dans le seul département de la Côte-d'Or, l'Albane traverse sept communes et deux cantons :
- D'amont en aval : Magny-Saint-Médard (source), Belleneuve, Trochères, Étevaux, Marandeuil, Saint-Léger-Triey, Lamarche-sur-Saône (confluence).

Soit en termes de cantons, l'Albane prend source dans le canton de Mirebeau-sur-Bèze, traverse et conflue dans le canton de Pontailler-sur-Saône, le tout dans le seul arrondissement de Dijon.

## Affluents
- Le Taniot (rg) 2,3 km, traverse les deux communes de Tanay et Magny-Saint-Médard.
- Le ru de la Fontaine au Diable (rd) 1,7 km, entièrement situé sur la commune de Magny-Saint-Médard et avec deux sources dans le Bois Ropin au sud de la commune.
- Le ruisseau de la Motte[1], ou ruisseau de Sainte-Gertrude[3] (rd) 4,8 km, traversant les deux communes de Belleneuve et Trochères et prenant source au nord du lieu-dit les Verpillières au lieu-dit le Closeau.
- Le Grand Fossé (rd) 5,1 km, traversant les trois communes de Binges, Cirey-lès-Pontailler et Étevaux.
- Le Bief de Tréman ou fossé des Louchères[3] (rd) 7,4 km, passant par Longchamp, Lamarche-sur-Saône, Chambeire, Tellecey, Cirey-lès-Pontailler et Saint-Léger-Triey avec trois étangs : l'Étang Pierre, le Grand Étang et l'Étang Basset et prenant source dans la forêt domaniale de Longchamp.

Géoportail ajoute quelques affluents en rive droite et rive gauche, dont :
- ? (rd) 2,4 km sur la seule commune de Saint-Léger-Triey, et traversant les deux Étang Bouques et Étang Maladière.

## Hydrographie
Son bassin versant concerne les quatorze communes de :
- Magny-Saint-Médard, Belleneuve, Trochères, Étevaux, Marandeuil, Saint-Léger-Triey, Lamarche-sur-Saône[notes 4]

et de :
- Binges, Chambeire, Cirey-lès-Pontailler, Longchamp, Pontailler-sur-Saône, Tanay, Tellecey[notes 5].

Sur les sept communes principales de son lit, il y a 3 751 habitants pour une superficie de 88 km2 avec une densité de 42,6 hab/km2 à 197 m d'altitude moyenne.

## Aménagements
Six ouvrages hydrauliques sont recensés sur le cours de l'Albane sur les trois communes de Magny-Saint-Médard, Belleneuve et Trochères.
Le principal étang de l'Albane est la « Rente de l'Albane » sur la commune de Magny-Saint-Médard pour l'irrigation. 
Sur le Bief de Tréman, le Grand Étang sur la commune de Saint-Léger-Triey est destiné à la pisciculture.